# Фрис, Роберт Элиас
Роберт Элиас Фрис (швед. Robert Elias Fries; 11 июля 1876, Уппсала, Швеция — 29 января 1966) — шведский ботаник и миколог. Член Британского микологического общества. Директор Бергианского ботанического сада в Стокгольме. В 1926 году избран членом Королевской академии наук Швеции.
Родился в шведской семье, получившей известность благодаря изучению грибов. Внук выдающегося миколога Элиаса Магнуса Фриса, сын лихенолога Теодора Магнуса Фриса, брат лихенолога Теодора Кристиана Элиаса Фриса, отец фитогеографа и палинолога Магнуса Фриса, дядя ботаника Нильса Фриса.
Принимал участие в шведской экспедиции 1901—1902 годов в Аргентину и Боливию, маршрут которой проходил через засушливый район Чако, и пересекал Анды.
Описал большое количество видов растений из Южной Америки, Кении и Швеции.